# Непокорно сърце
Непокорно сърце (на испански: Corazón salvaje) е мексиканска теленовела, режисирана от Салвадор Гарсини, Хорхе Едгар Рамирес и Алберто Диас и продуцирана от Салвадор Мехия за Телевиса през 2009 г. Версията, създадена от Лиляна Абуд, е базирана на сюжети от романа Диво сърце на Каридад Браво Адамс, и на теленовелата Аз купувам тази жена от 1990 г., която е въз основа на едноименната теленовела, създадена от Олга Руилопес.
В главните роли са Арасели Арамбула, изпълняваща две роли - положителна и отрицателна, и Едуардо Яниес, а в отрицателните са Кристиан де ла Фуенте, Елизабет Гутиерес, Лисардо и първите актьори Енрике Роча, Елена Рохо, Мануел Охеда и Салвадор Пинеда. Специално участие вземат Лаура Флорес, Рене Касадос, първата актриса Мария Рохо, Лайша Уилкинс и първият актьор Освалдо Риос.

## Сюжет
Средата на 19 век, във Веракрус живеят сестрите Леонарда и Мария дел Росарио Монтес де Ока. Тъй като са сираци, сестрите живеят под закрилата на своя братовчед Родриго Монтес де Ока, който обича Мария дел Росарио и е обичан от Леонарда. Мария дел Росарио поддържа любовна връзка с рибаря Хуан де Диос Сан Роман, от когото ражда син. Когато разбира, че Мария дел Росарио и Хуан де Диос ще се оженят, Родриго прекъсва сватбата, изпраща в затвора Хуан де Диос, а Мария дел Росарио изпраща в едно усамотено ранчо, където да скрие срама ѝ. Леонарда присъства на раждането на сестра ѝ, и ѝ казва, че детето е мъртво, а след това съобщава, че Мария дел Росарио е починала. Детето е прието и отгледано в семейството на добри хора, в крайна сметка, се завръща в страната на баща си, когото открива на смъртен одър, и се заклева да отмъсти за всички вреди, причинени от семейство Монтес де Ока. Сега малкият Хуан де Диос се превръща в опасния Хуан дел Диабло. Приет от търговеца Хуан Алмада, Хуан дел Диабло приема името на покровителя си и е готов да отмъсти, но нахлува по пътя на любовта в живота на Ейми Монтес де Ока, една от дъщерите на Родриго. Въпреки това, Ейми се омъжва за Ренато Видал Монтес де Ока, син на Леонарда, и задържа Хуан дел Диабло като любовник. За да спаси репутацията на своята сестра-близначка, Рехина Монтес де Ока е готова да се омъжи за Хуан.

## Актьори
Част от актьорския състав:
- Арасели Арамбула – Рехина Монтес де Ока и Ривера / Ейми Монтес де Ока и Ривера
- Едуардо Яниес – Хуан де Диос Сан Роман и Монтес де Ока „Хуан дел Диабло“ / Хуан Алмада де ла Крус
- Кристиан де ла Фуенте – Ренато Видал и Монтес де Ока
- Енрике Роча – Родриго Монтес де Ока
- Елена Рохо – Леонарда Монтес де Ока де Видал
- Лаура Флорес – Мария дел Росарио Монтес де Ока де Сан Роман
- Мария Рохо – Клеменсия Брачо
- Рене Касадос – Ноел Видал
- Елисабет Гутиерес – Росенда Фрутос
- Лола Мерино – Елоиса Де Берон
- Анжелик Бойер – Химена / Естрея / Анхела Виляреал
- Себастиан Сурита – Габриел Алварес
- Лисардо – Федерико Мартин Дел Кампо
- Алехандро Авила – Д-р Пабло Миранда
- Мануел Охеда – Фулхенсио Берон
- Салвадор Пинеда – Аркадио
- Силвия Манрикес – Мадам Марлене де Фонтенак / Магда
- Артуро Гарсия Тенорио – Сантос
- Рикардо Клейнбаум – Филип
- Луис Гатика – Ремихио Гарсия
- Густаво Рохо – Алберто Виляреал
- Лаиша Уилкинс – Констанса Ривера де Монтес де Ока
- Освалдо Риос – Хуан де Диос Сан Роман

## Премиера
Премиерата на Непокорно сърце е на 12 октомври 2009 г. по Canal de las Estrellas. Последният 135. епизод е излъчен на 16 април 2010 г.

## Екип
- Оригинална история – Каридад Браво Адамс, Олга Руилопес
- Версия – Лиляна Абуд
- Адаптация – Рикардо Фиайега
- Литературна редакция – Долорес Ортега
- Сценография – Диего Ласкурайн
- Декор – Есперанса Кармона
- Дизайн на костюми – Силвия Теран, Лорена Перес, Вивиан Роман, Рикардо Убе
- Музикална тема – Me enamoré de ti
- Изпълнител – Чаян
- Автори – Хорхе Едуардо Мургия, Маурисио Ариага
- Музикално оформление – Луис Алберто Диасаяс
- Редактори – Маурисио Коренел Кортес, Хуан Карлос Фрутос
- Ръководител редакция – Марко Антонио Роча
- Директори продукция – Алфонсо Лопес, Хорхе Абрего
- Главен координатор – Лаура Места Кордеро
- Координатор продукция – Беатрис де Анда
- Режисьор на диалози – Хавиер Йеранди
- Втори режисьор – Алберто Диас
- Ко-продуцент – Аарон Гутиерес Мендес
- Продуцент – Боско Примо де Ривера
- Оператори – Алехандро Фрутос Маса, Мануел Анхел Барахас, Хесус Нахера Саро
- Режисьори – Хорхе Едгар Рамирес, Салвадор Гарсини, Алберто Диас
- Изпълнителен продуцент – Салвадор Мехия Алехандре

## DVD
Телевиса издава теленовелата в DVD формат.

## Награди и номинации
Награди TVyNovelas (Мексико) 2010
| Категория                            | Номинация                   | Резултат   |
| ------------------------------------ | --------------------------- | ---------- |
| Най-добра теленовела                 | Салвадор Мехия              | Номиниран  |
| Най-добра актриса в главна роля      | Арасели Арамбула            | Номинирана |
| Най-добра актриса в отрицателна роля | Арасели Арамбула            | Номинирана |
| Най-добър актьор в отрицателна роля  | Кристиан де ла Фуенте       | Номиниран  |
| Най-добра първа актриса              | Елена Рохо                  | Номинирана |
| Най-добър пръв актьор                | Енрике Роча                 | Номиниран  |
| Най-добра актриса в поддържаща роля  | Лаура Флорес                | Номинирана |
| Най-добра млада актриса              | Анжелик Бойер               | Номинирана |
| Най-добра музикална тема             | Me enamoré de ti – Chayanne | Номиниран  |

Награди People en Español 2010
| Категория                              | Номинация        | Резултат   |
| -------------------------------------- | ---------------- | ---------- |
| Най-добър/добра млад(а) актьор/актриса | Анжелик Бойер    | Номинирана |
| Най-добър/добра млад(а) актьор/актриса | Себастиан Сурита | Номиниран  |

Награди ACE 2010
| Категория                            | Номинация        | Резултат   |
| ------------------------------------ | ---------------- | ---------- |
| Най-добра теленовела                 | Салвадор Мехия   | Номиниран  |
| Най-добра актриса в отрицателна роля | Арасели Арамбула | Номинирана |
| Най-добра актриса в поддържаща роля  | Елена Рохо       | Номинирана |
| Най-добър актьор в поддържаща роля   | Рене Касадос     | Номиниран  |

Награди Oye 2010
| Категория                                                           | Номинация | Резултат  |
| ------------------------------------------------------------------- | --------- | --------- |
| Най-добра музикална тема на теленовела, сериал, постановка или филм | Chayanne  | Номиниран |

## Версии
Тази теленовела е съчетание от историите Диво сърце на Каридад Браво Адамс и на Аз купувам тази жена на Олга Руилопес. Версии на:
Диво сърце
- Хуан дел Диабло, пуерториканска теленовела от 1966 г., с участието на Гладис Родригес, Браулио Кастийо и Мартита Мартинес.
- Диво сърце, мексиканска теленовела от 1966 г., продуцирана от Ернесто Алонсо, с участието на Хулиса, Енрике Лисалде и Жаклин Андере.
- Диво сърце, мексиканска теленовела от 1977 г., продуцирана от Ернесто Алонсо, с участието на Анхелика Мария, Мартин Кортес и Сусана Досамантес.
- Диво сърце, мексиканска теленовела от 1993 г., продуцирана от Хосе Рендон, с участието на Едит Гонсалес и Едуардо Паломо.

Аз купувам тази жена
- Аз купувам тази жена (Пуерто Рико, 1960 г.), с участието на Марибела Гарсия и Браулио Кастийо.
- Аз купувам тази жена (Венецуела, 1960 г.), с участието на Пеги Уалкер и Маноло Коего.
- Аз купувам тази жена (Бразилия, 1966 г.), с участието на Йона Магалаеш и Карлос Алберто.
- Аз купувам тази жена (Аржентина, 1969 г.), с участието на Габриела Хили и Себастиан Вилар.
- Каролина (Венецуела, 1976 г.), с участието на Майра Алехандра и Хосе Луис Родригес.
- Аз купувам тази жена (Мексико, 1990 г.), с участието на Летисия Калдерон и Едуардо Яниес.

## В България
Поредицата стартира на 22 март 2010 г. по bTV и завършва на 29 септември. Ролите се озвучават от артистите Лина Шишкова, Вера Методиева, Стефан Сърчаджиев-Съра и Иван Танев.